# Мови Албанії
В Албанії розповсюджені 7 мов. Найбільш розповсюджені тоскський говір, ним розмовляють 2 мільйони 900 тисяч осіб, та гегський говір, яким говорять 300 тисяч осіб. Також розповсюджені грецька, македонська, циганська (власька), румунська (арумунська) та сербська мови.